# Liste des cavités naturelles les plus longues de la Creuse
La liste des cavités naturelles les plus longues de la Creuse recense, sous forme de tableau(x), les cavités souterraines naturelles connues dans ce département français, dont le développement est supérieur ou égal à cinq mètres.
La communauté spéléologique considère qu'une cavité souterraine naturelle n'existe vraiment qu'à partir du moment où elle est « inventée » c'est-à-dire découverte (ou redécouverte), inventoriée, topographiée et publiée. Bien sûr, la réalité physique d'une cavité naturelle est la plupart du temps bien antérieure à sa découverte par l'homme ; cependant tant qu'elle n'est pas explorée, mesurée et révélée, la cavité naturelle n'appartient pas au domaine de la connaissance partagée.
La liste spéléométrique des 2 plus longues cavités naturelles de la Creuse (≥ cinq mètres) est actualisée à fin décembre 2019.
La plus longue cavité souterraine naturelle répertoriée dans le département de la Creuse est  « la grotte des Mazières », sur la commune du Compas (cf. ligne 1 du tableau ci-dessous).

## Cavités naturelles souterraines de la Creuse (France) dont le développement est supérieur ou égal à5 mètres
2 cavités sont recensées au 31-12-2020.
| N° | Cavité (autres noms)   | Commune                      | Massif ou zone | Coord. (WGS 84)             | Dévelop. (mètres) | Déniv. (mètres) | Sources ou références     | Mise à jour |
| -- | ---------------------- | ---------------------------- | -------------- | --------------------------- | ----------------- | --------------- | ------------------------- | ----------- |
| 1  | Grotte des Mazières    | Le Compas                    |                | 45° 59′ 08″ N, 2° 26′ 12″ E | +11, m            | NC              | Spéléométrie de la France | 2000-12     |
| 2  | Grotte de la Croisière | Saint-Maurice-la-Souterraine |                |                             | +06, m            | NC              | Spéléométrie de la France | 2000-12     |